# Aboubakr Ouaddouh
Aboubakr Ouaddouh, né le 23 avril 1997 à Utrecht aux Pays-Bas, est un joueur international néerlandais de futsal.

## Biographie
Natif d'Utrecht aux Pays-Bas, il est issu d'une famille marocaine. Il est le frère de Ismaïl Ouaddouh et le cousin de Youssef Makraou.

### En club
Aboubakr Ouaddouh fait ses débuts professionnels en Eredivisie avec le FCK De Hommel.
Le 18 juin 2022, il s'engage pour trois saisons au Celtic FD Visé en D2 belge.

### En équipe nationale
Le 20 septembre 2022, il honore sa première sélection avec l'équipe des Pays-Bas face au Kosovo à l'occasion des qualifications de la Coupe du monde 2024 (victoire, 2-1).